# 성찬 포도주

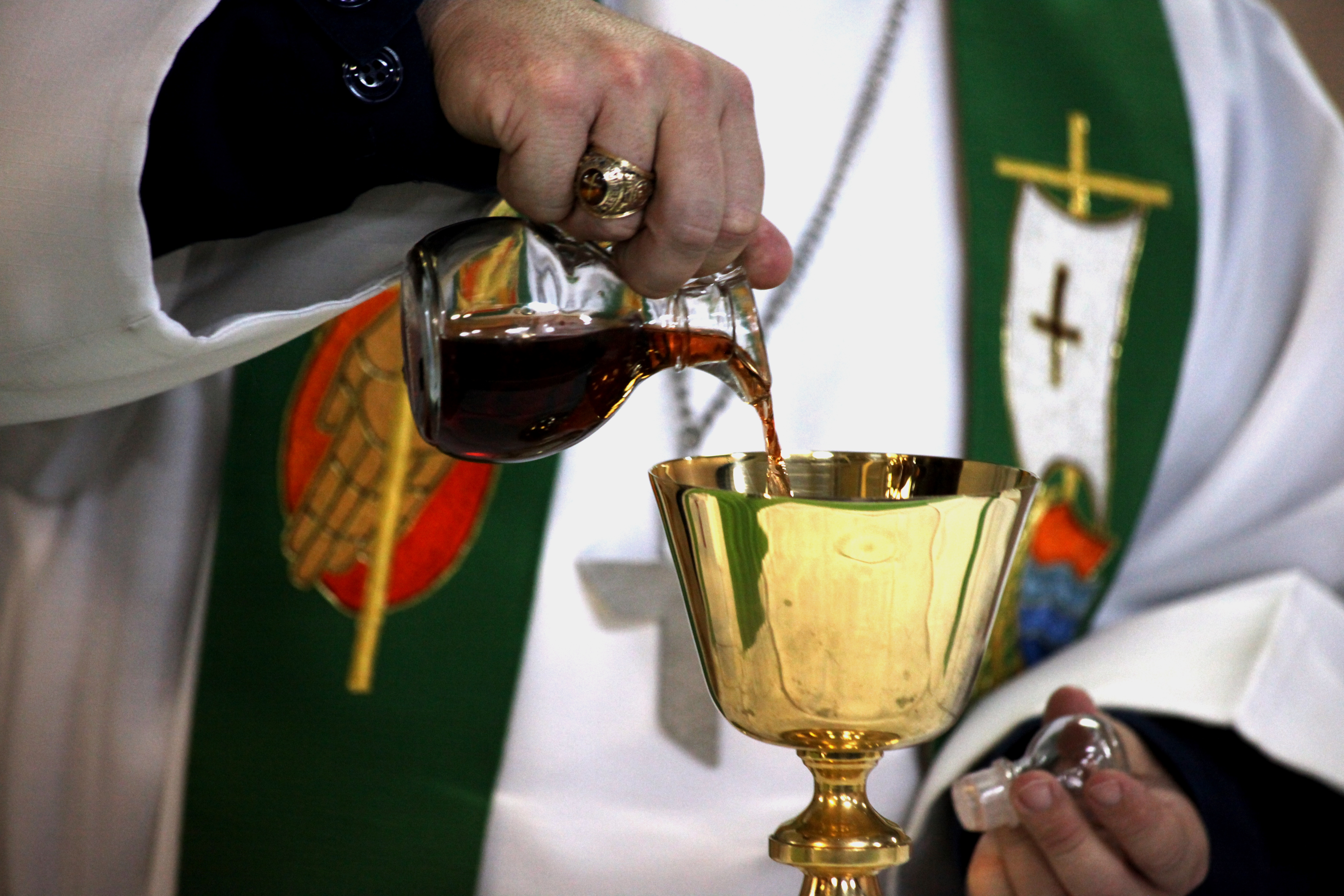

성찬 포도주(Sacramental wine)는 기독교의 공통적인 성사 또는 성례전인 성만찬에 사용하는 포도주를 의미한다. 교회에서 전통적으로 빵과 포도주를 성만찬에 사용하는 것은 예수가 최후의 만찬에서 빵과 포도주를 들어 감사의 기도를 드리고, "이것은 나의 몸이고, 피이다."라고 말했다는 바울과 복음서 이야기에서 유래하다. 천주교에서는 미사주라고도 한다.

## 의미
천주교, 성공회, 동방정교회의 성찬전례에서는 집전자인 사제나 주교가 면병과 포도주를 축성하는데, 천주교에서는 빵은 성체, 즉 예수의 몸으로 변화하고 포도주는 성혈, 즉 예수의 피로 실제적인 변화를 한다고, 성공회에서는 빵과 포도주가 예수의 몸과 피로 변하는 것은 아니고 성령에 의해 예수가 빵과 포도주에 임재한다고 믿는다. 개신교에서는 예수의 수난을 기억하는 기억의 성례전으로 이해한다.

## 조건
미사주가 되기 위한 조건은 교회 규정에 의하면 미사주는 포도 열매로 생산되었고 아무것도 섞이지 않은 순 자연술이어야 한다. 포도주의 색깔에 대한 언급은 없으나 16세기부터 하얀 성직 수건이 보편화되자 수건에 붉은색이 물들지 않는 백포도주를 선호하게 되었다. 현재 한국 천주교회가 사용하는 미사주는 롯데주류에서 1977년부터 공급하고 있다.

## 같이 보기
- 그리스도의 피
- 성작
- 제병